# Slaget vid Lekhaion
Slaget vid Lekhaion ägde rum 390 f.Kr.. Spartanerna besegras av en lättare beväpnad atensk armé bestående av s.k. peltaster under ledning av general Ifikrates i närheten av Korinth.